# Java Head
Pour l’article homonyme, voir Java Head (film, 1923).
Pour plus de détails, voir Fiche technique et Distribution.
Java Head est un film britannique réalisé par J. Walter Ruben, sorti en 1934.

## Synopsis
Au début du XIXe siècle, la ville portuaire de Bristol, abrite Java Head, une compagnie de voiliers. Son propriétaire a deux fils, dont l'un est amoureux d'une fille mais dont le père est brouillé avec son père à lui. Contraint à partir en voyage, il revient avec une épouse d'origine chinoise, ce qui va  scandaliser les mœurs de son époque.

## Fiche technique
- Titre : Java Head
- Réalisation : J. Walter Ruben
- Scénario : Martin Brown et Gordon Wellesley d'après le roman de Joseph Hergesheimer (en)
- Pays d'origine : Royaume-Uni
- Format : Noir et blanc - 1,37:1
- Genre : drame
- Date de sortie : 1934

## Distribution
- Anna May Wong : Taou Yuen
- Elizabeth Allan : Nettie Vollar
- John Loder : Gerrit Ammidon
- Edmund Gwenn : Jeremy Ammidon
- Ralph Richardson : William Ammidon
- Herbert Lomas (en) : Barzil Dunsack
- George Curzon : Edward Dunsack
- John Marriner : John Stone
- Grey Blake (en) : Roger Brevard
- Roy Emerton (en) : Broadrick
- Amy Brandon Thomas (en) : Rhoda Ammidon
- Frances Carson : Kate Vollar